# SPYAIR
SPYAIR est un groupe de rock japonais fondé en 2005.

## Discographie

### Singles Digital
- MOVIN' ON - 1er janvier 2012
- Glory - 8 octobre 2014